# Гунтура, Теодора
Теодора Гунтура (греч. Θεοδώρα Γκουντούρα, род. 14 марта 1997 года) — греческая фехтовальщица на саблях, бронзовый призёр чемпионатов мира и чемпионата Европы.

## Биография
Теодора начала заниматься фехтованием в школе, когда на экскурсии с классом тренер, разглядев в девушке потенциал, пригласил её в секцию. Греческая саблистка оправдала ожидания своего наставника, выиграв в 2017 году бронзовую награду первенства Европы и серебряную медаль юниорского чемпионата мира в Пловдиве.
Через год Теодора начала показывать серьёзные результаты на взрослых соревнованиях, дойдя до стадии 1/4 финала чемпионата Европы, однако первые успехи пришли к гречанке в следующем сезоне. На этапах Кубка мира в Солт-Лейк-Сити и Афинах Гунтура добиралась до четвертьфиналов, а на чемпионате мира 22-летняя саблистка дошла до полуфинала, обыграв двух чемпионок мира из Франции Манон Брюне и Сесилию Бердер. В полуфинале Теодора уступила титулованной российской фехтовальщице Софье Великой и принесла Греции первую в истории страны медаль чемпионата мира.

## Лучшие результаты

### Чемпионаты мира
- Бронза — чемпионат мира 2019 года (Будапешт, Венгрия)